# Michael Vingerling
Michael Vingerling (Dirksland, 28 juni 1990) is een Nederlands wielrenner die zowel in het baanwielrennen als wegwielrennen actief is. Vingerling werd in 2008 wereldkampioen scratch bij de junioren.

## Overwinningen

### Baan
| Jaar | NK                                    | EK | WK | Overige              |
| ---- | ------------------------------------- | -- | -- | -------------------- |
| 2008 | Ploegkoers                            |    |    |                      |
| 2009 | Ploegkoers, Scratch, Sprit, 50KM, 1KM |    |    |                      |
| 2010 | Omnium, 50KM                          |    |    |                      |
| 2011 | Achtervolging                         |    |    |                      |
| 2012 | Omnium, Ploegkoers                    |    |    |                      |
| 2013 |                                       |    |    | Koppelomnium Alkmaar |
| 2014 | Scratch                               |    |    |                      |
| 2015 |                                       |    |    |                      |

### Weg
2015
 Rushesklassement Driedaagse van De Panne-Koksijde